# Hittman
Pour le groupe américain de metal, voir Hittman (groupe).
Hittman (acronyme pour Highly Intense Tongue Talents Make All Nervous), de son vrai nom Brian Bailey (né en 1974), est un rappeur américain découvert par Dr. Dre en 1998. Il est ancien membre du label Aftermath Entertainment. En 2014, il annonce un nouvel album solo intitulé HITTmanifestation.

## Biographie
Bailey se révèle au grand public le 16 novembre 1999 sur le célèbre album de Dr. Dre, 2001, classé 2e du Billboard 200. Il participe à 10 chansons sur l'album. Lors d'un entretien avec MTV, Dr. Dre explique : « Et bien, Hittman est notre futur protégé. Il sera le prochain à se bâtir une carrière de superstar, une superstar du hip-hop. Il est à peine croyable. [...] Voilà pourquoi on l'entend plus que moi sur l'album, tu vois ce que je veux dire. Il est à peine croyable. »
En 2000, Bailey annonce la sortie d'un futur album, initialement intitulé Big Hitt: The Last Day of Brian Bailey, puis Murda Weapon. Le single Last Dayz tourne pendant plusieurs mois avant que la sortie de l'album ne soit mise en suspens, puis finalement annulée. HipHopDX annonçait la participation notable de Dr. Dre, Mel-Man, Battlecat, et DJ Quik à l'album. Hittman quitte le label Aftermath Entertainment en octobre 2001, puis signe chez Hustler Foundation vers 2003. Il publie son premier album solo, Hittmanic Verses, le 24 octobre 2006 au label Sickbay Records.
En 2014, Bailey annonce un nouvel album solo, intitulé HITTmanifestation.

## Discographie

### Albums studio
- 2005 : Hittmanic Verses[10]
- 2008 : The Last Day of Brian Bailey

### Albums collaboratifs
- 1999 : 2001 (de Dr. Dre)
- 2004 : The Way I Am (de Knoc Turn'al)